# مرسوم مجلس الشيوخ الروماني الأخير

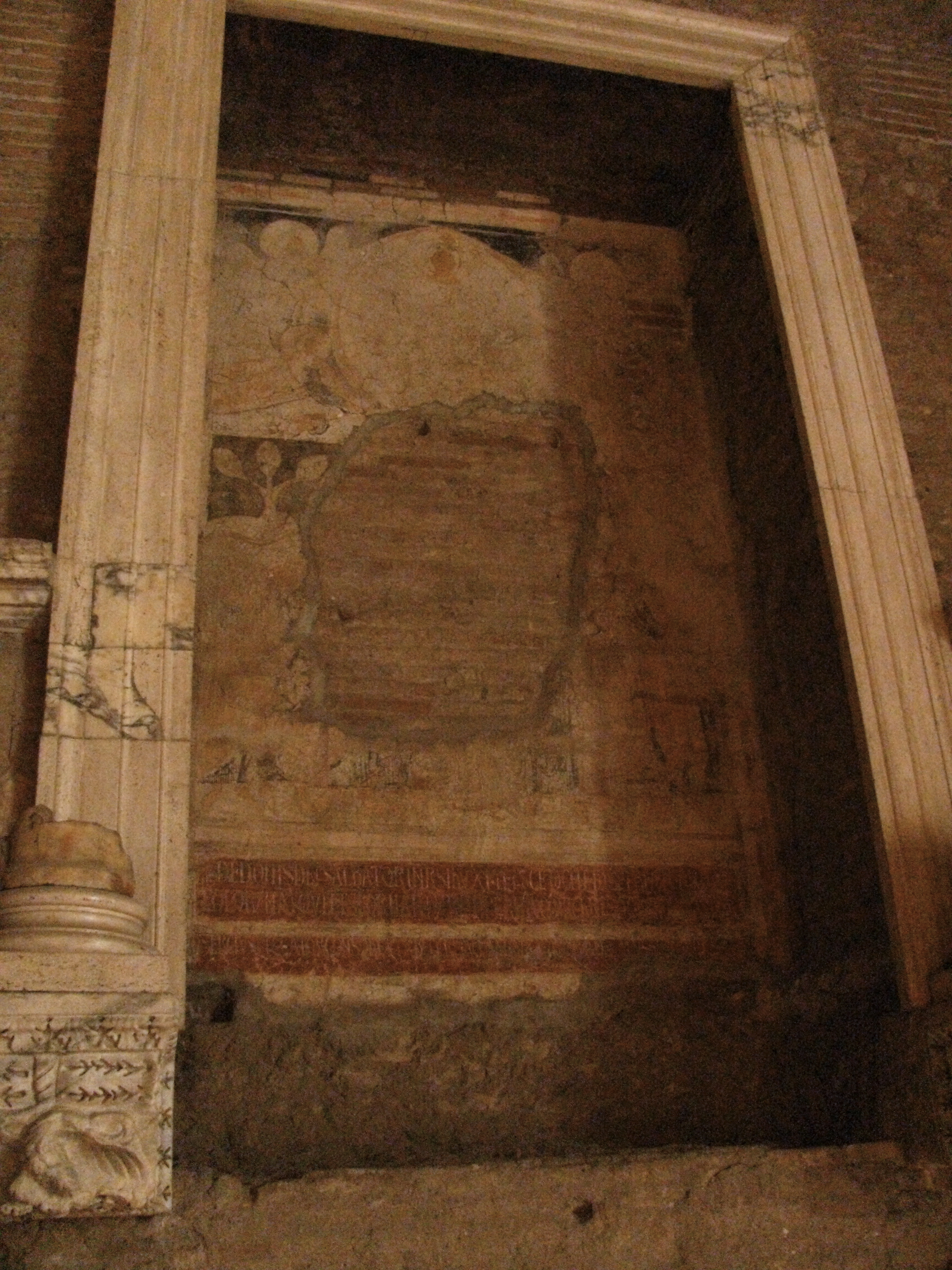
لوحة جدارية في المنتدى الروماني

مرسوم مجلس الشيوخ الروماني الأخير (باللاتينية: Senatus consultum ultimum) أو بدقّة أكبر مرسوم مجلس الشيوخ الأخير للدفاع عن الجمهورية (باللاتينية: senatus consultum de re publica defendenda) هو مصطلح حديث - مبنيٌّ على كلمات قالها يوليوس قيصر - يُطلَق على مرسومٍ كان يعلنه مجلس الشيوخ الروماني في الفترة المتأخرة من عصر الجمهورية الرومانية عندما تمر الدولة بحالة طوارئ. في العادة، كان يَصدر المرسوم بالصيغة الآتية: consules darent operam ne quid detrimenti res publica caperet or videant consules ne res publica detrimenti capiat (فليعمل القناصل على أن لا يصيب الدولة أي أذى). أصدر هذا المرسوم للمرَّة الأولى أثناء انهيار سلطة السياسي غايوس غراشوس سنة 121 ق م، ثم أعيد استعماله مرَّات عدة، أثناء مسيرة ماركوس لوبيديوس على روما سنة 77 ق م، ومؤامرة كاتيلين سنة 63 ق م، وعبور يوليوس قيصر نهر روبيكوني سنة 49 ق م. تمكَّن هذا المرسوم من حلول مكان منصب الدكتاتور الذي كان قد تمَّ إلغاؤه حينها، فقد كان إصدار هذا المرسوم، كفيلاً بمنح سلطات لا محدودة لجمّيع الحكام الرومان تخوّلهم لفعل أي شيءٍ يرونه مناسباً في سبيل إنقاذ الدولة. بعد انهيار الجمهورية الرومانية ودخول عهد الزعامة، لم تعد هناك حاجةٌ كبيرة لاستعمال هذا المرسوم مجدداً.